# Reinhard Spitzy
Reinhard Spitzy, född 11 februari 1912 i Graz, död 2 november 2010, var en tysk diplomat och SS-officer. Han var rådgivare åt Joachim von Ribbentrop, Tysklands utrikesminister 1938–1945.